# DMBX1
DMBX1 (расшифровка — Depeche Mode Box Set 1) — первая часть из серии бокс-сетов группы Depeche Mode. Выпущен 24 ноября 1991 года, переиздан 29 марта 2004 года и 3 июля 2013 года.

## Обложка
На первой обложке бокс-сета «вытянутым» шрифтом находится цифра 1. Слева мелким шрифтом подписано «DMBX1», чуть правее — код «5016025680191». Фон — темно-серый.
В зависимости от страны, на обратной стороне была надпись «Made In England» или «Made In USA».
В 1999 году вышло переиздание бокс-сета на территории Британии, где обложкой стал человеческий палец, показывающий цифру «один».
В 2004 году вышло очередное переиздание бокс-сета (как и в Европе, так и в Америке). На нём изображена надпись «DM 1 2 3 4 5 6», вместо указания на название бокс-сета, а также шесть белых колец, обозначающих количество частей серии этого бокс-сета. Именно данная обложка используется по сей день в цифровой дистрибуции (2013) и в переиздании 2018 года.

## Переиздания
Бокс-сет имеет около шести  переизданий за все 30 лет существования.
| Номер издания | Год            | Страна                  | UK (отличия)                                        | USA (отличия)                |
| ------------- | -------------- | ----------------------- | --------------------------------------------------- | ---------------------------- |
| 1             | 24 ноября 1991 | Великобритания США      | «Made In England»                                   | «Made In USA»                |
| 2             | 1996           | Великобритания          | Добавлено «RP»                                      |                              |
| 3             | 1999           | Великобритания Германия | Вышел на территории Германии и Британии             |                              |
| 4             | 2004           | США Великобритания      | Переиздание с новой обложкой                        | Переиздание с новой обложкой |
| 5             | 3 июля 2013    | США, Великобритания     | Цифровая дистрибуция                                | Цифровая дистрибуция         |
| 6             | 12 января 2018 | Великобритания          | Выход на лейбле «Sony Music» (цифровая дистрибуция) |                              |

## Цель
Главная идея всей сетки бокс-сетов «DMBX» заключается в собрании всех треков со всех синглов Depeche Mode с 1981 по 2001 год.

## Список композиций
CD1 Dreaming Of Me
| №  | Название         | Длительность |
| -- | ---------------- | ------------ |
| 1. | «Dreaming of Me» | 3:46         |
| 2. | «Ice Machine»    | 3:54         |

CD2 New Life
| №  | Название             | Длительность |
| -- | -------------------- | ------------ |
| 1. | «New Life» (Remix)   | 3:59         |
| 2. | «Shout!»             | 3:46         |
| 3. | «Shout!» (Rio Remix) | 7:33         |

CD3 Just Can't Get Enough
| №  | Название                             | Длительность |
| -- | ------------------------------------ | ------------ |
| 1. | «Just Can't Get Enough»              | 3:45         |
| 2. | «Any Second Now»                     | 3:09         |
| 3. | «Just Can't Get Enough» (Schizo Mix) | 6:48         |
| 4. | «Any Second Now» (Altered)           | 5:42         |

CD4 See You
| №  | Название                             | Длительность |
| -- | ------------------------------------ | ------------ |
| 1. | «See You» (Extended Version)         | 4:51         |
| 2. | «Now This Is Fun»                    | 3:25         |
| 3. | «Now This Is Fun» (Extended Version) | 4:42         |

CD5 The Meaning of Love
| №  | Название                                         | Длительность |
| -- | ------------------------------------------------ | ------------ |
| 1. | «The Meaning of Love»                            | 3:08         |
| 2. | «Oberkorn (It's A Small Town)»                   | 4:10         |
| 3. | «The Meaning of Love» (Fairly Odd Mix)           | 5:01         |
| 4. | «Oberkorn (It's A Small Town)» (Development Mix) | 7:38         |

CD6 Leave in Silence
| №  | Название                                 | Длительность |
| -- | ---------------------------------------- | ------------ |
| 1. | «Leave in Silence»                       | 4:02         |
| 2. | «Excerpt From: My Secret Garden»         | 3:16         |
| 3. | «Leave in Silence» (Longer)              | 6:32         |
| 4. | «Further Excerpt From: My Secret Garden» | 4:23         |
| 5. | «Leave in Silence» (Quieter)             | 3:42         |